# Đàn thú
Đàn thú hay bầy đàn là một tập hợp nhóm của một số động vật cùng loài, có thể là động vật hoang dã (đàn thú hoang) hoặc động vật đã được thuần dưỡng (đàn gia súc). Hình thức hành vi tập thể của động vật hay còn gọi là hành vi đồng loạt của động vật liên quan đến hình thái này được gọi là chăn thả gia súc. Một số loài động vật tụ tập thành đàn theo bản năng. Một nhóm động vật khi chạy trốn kẻ săn mồi sẽ xuất hiện hành vi bầy đàn để được che chở, trong khi một số động vật ăn thịt chẳng hạn như chó sói và chó có khả năng lùa gia súc theo bản năng bắt nguồn từ bản năng săn mồi nguyên thủy.
Thuật ngữ đàn thú hay bầy đàn thường được áp dụng cho các loài động vật có vú và đặc biệt nhất là đối với các động vật thuộc nhóm thú móng guốc ăn cỏ biểu hiện hành vi này một cách điển hình nhất ví dụ như đàn bò, đàn ngựa, đàn dê, đàn cừu, đàn trâu, đàn hươu với quy mô đàn rất lớn. Các thuật ngữ khác nhau được sử dụng cho các nhóm tương tự ở các loài khác trong trường hợp là đàn chim, hoặc đàn cá, đàn khỉ trong những hợp nhất định, cũng có thể được sử dụng cho động vật có vú, đặc biệt là cừu hoặc dê.
Các nhóm động vật ăn thịt lớn thường được gọi là bầy, ví dụ như bầy sư tử, bầy sói và trong tự nhiên, một đàn thú sẽ thường bị săn bắt từ những kẻ săn mồi trong một bầy, ví dụ như một đàn trâu rừng bị một bầy sư tử tấn công. Các danh từ chỉ về tập hợp đặc biệt có thể được sử dụng cho các đơn vị phân loại cụ thể ví dụ một đàn ngỗng nhưng đối với các cuộc thảo luận lý thuyết về sinh thái học hành vi, thuật ngữ bầy đàn có thể được sử dụng cho tất cả các loại tập hợp như vậy. Từ bầy đàn, như một danh từ, cũng có thể dùng để chỉ người chăn dắt, sở hữu và chăm sóc những nhóm động vật đó khi chúng được thuần hóa.

## Đại cương
Khi một nhóm động vật được mô tả như một bầy đàn, ngụ ý rằng nhóm có xu hướng hành động cùng nhau (ví dụ: tất cả di chuyển theo cùng một hướng tại một thời điểm nhất định) nhưng điều này không xảy ra do lập kế hoạch hoặc phối hợp (chẳng hạn như trường hợp chạy tán loạn). Thay vào đó, mỗi cá thể đang lựa chọn hành vi tương ứng với hành vi của đa số các thành viên khác, có thể thông qua việc bắt chước hoặc có thể vì tất cả đều phản ứng với những hoàn cảnh bên ngoài giống hệt nhau. Một đàn có thể tương phản với một nhóm phối hợp (một tốp), nơi các cá thể có vai trò riêng biệt, nhưng một số nhóm động vật như côn trùng sống thành đàn cũng vậy, hành vi của đàn côn trùng được điều phối thông qua pheromone và các hình thức giao tiếp khác ở động vật.
Về cơ cấu tổ chức, một đàn thú thường thì sẽ có quy mô lớn nhưng lại không có cấu trúc chặt chẽ và phân thứ bậc nghiêm ngặt như "bầy" (Pack/Pride), nói chung, đàn khá ô hợp và lỏng lẻo cũng như đám đông. Tuy nhiên, có thể có hai hoặc một vài con vật có xu hướng bị các thành viên còn lại trong đàn bắt chước nhiều hơn những con khác. Những con vật đảm nhận vai trò này được gọi là "con dẫn đàn" hay con đầu đàn, vì hành vi của nó sẽ dự đoán hành vi của cả đàn. Tuy nhiên, không thể giả định rằng con vật dẫn đàn đang cố tình giữ vai trò lãnh đàn. Động vật kiểm soát không nhất thiết (hoặc thậm chí thông thường) phải là những con vật thống lĩnh trong các tình huống xung đột, mặc dù chúng thường xuyên làm như vậy. Kích thước nhóm là một đặc điểm quan trọng của đàn thú.

## Ý nghĩa
Không phải lúc nào cũng có thể dễ dàng nêu được lý do tại sao động vật hình thành từng đàn vì các cơ chế cơ bản rất đa dạng và phức tạp. Tìm hiểu hành vi xã hội của động vật và sự hình thành các nhóm đã là một mục tiêu cơ bản trong lĩnh vực sinh học xã hội và sinh thái học hành vi. Khung lý thuyết tập trung vào các chi phí và lợi ích liên quan đến việc sống theo nhóm về thể chất của mỗi cá thể so với việc sống đơn lẻ. Sống theo nhóm tiến hóa độc lập nhiều lần ở nhiều đơn vị phân loại khác nhau và chỉ có thể xảy ra nếu lợi ích của nó lớn hơn chi phí trong khoảng thời gian tiến hóa. Do đó, các loài động vật tạo thành nhóm bất cứ khi nào điều này làm tăng sức sinh tồn của chúng so với động vật sống đơn độc.
Có lẽ hiệu ứng được nghiên cứu nhiều nhất của bầy đàn là cái gọi là hiệu ứng pha loãng. Lập luận quan trọng là nguy cơ bị làm mồi cho bất kỳ cá thể cụ thể nào sẽ nhỏ hơn nếu ở trong một nhóm lớn hơn, hoàn toàn do động vật ăn thịt rối trí khi phải chọn ra nạn nhân sẽ tấn công trong một tập thể lớn dẫn đến những kẻ săn mồi sẽ khó tập trung vào những cá thể cụ thể hơn. Mặc dù hiệu ứng pha loãng bị ảnh hưởng bởi cái gọi là bầy đàn ích kỷ, nó chủ yếu là ảnh hưởng trực tiếp của quy mô nhóm thay vì vị trí trong đàn.
Quy mô nhóm lớn hơn dẫn đến khả năng hiển thị và tỷ lệ phát hiện đối với những kẻ săn mồi cao hơn, nhưng mối quan hệ này không tỷ lệ thuận và bão hòa tại một số điểm, trong khi nguy cơ bị tấn công đối với một cá thể tỷ lệ thuận với quy mô nhóm. Tuy nhiên, những con vật yếu ớt và chậm chạp hơn, bị tách khỏi đàn hoặc tụt lại phía sau hoặc ở ngoại vi (ra rìa) được những kẻ săn mồi ưa thích hơn, vì vậy những vị trí nhất định trong nhóm tốt hơn những con khác do đó những cá thể có xu hướng lẫn vào đám đông, càng ở giữa càng tốt. Đối với những loài động vật khỏe mạnh, việc ở trong một nhóm với những cá thể dễ bị tổn thương như vậy có thể làm giảm cơ hội bị săn mồi hơn nữa.
Hiệu quả của sự cảnh giác tập thể trong các nhóm xã hội đã được nghiên cứu rộng rãi trong khuôn khổ của Lý thuyết kiếm ăn tối ưu và ra quyết định của động vật. Trong khi các động vật có nguy cơ bị săn mồi đang kiếm ăn hoặc nghỉ ngơi, chúng phải luôn cảnh giác và đề phòng những kẻ săn mồi. Tuy nhiên, một số chi tiết về khái niệm này vẫn chưa rõ ràng. Việc trở thành kẻ đầu tiên phát hiện động vật ăn thịt và phản ứng theo đó có thể là một lợi thế, ngụ ý rằng các cá thể có thể không hoàn toàn chỉ dựa vào nhóm. Vì việc kiếm ăn có thể tốn kém về mặt sức lực (tìm kiếm, săn bắt, xử lý, v.v.) và có thể gây ra nguy cơ bị ăn thịt, động vật theo nhóm hay sống theo đàn có thể có lợi thế hơn, vì nỗ lực kết hợp của chúng trong việc xác định vị trí và xử lý thức ăn sẽ giảm đủ thời gian cần thiết để kiếm thức ăn.
Do đó, động vật theo đàn có thể có thời gian tìm kiếm và xử lý ngắn hơn cũng như tăng cơ hội tìm kiếm (hoặc độc quyền) thức ăn, điều này làm cho việc kiếm ăn theo nhóm có lợi cho việc giảm thiểu thời gian và tối đa hóa năng lượng. Nhược điểm rõ ràng của việc kiếm ăn theo đàn là cạnh tranh (tranh giành hoặc trực tiếp) với các thành viên khác trong nhóm. Nói chung, rõ ràng là lượng tài nguyên có sẵn cho mỗi cá thể giảm dần theo quy mô nhóm. Nếu nguồn tài nguyên sẵn có là quan trọng, sự cạnh tranh trong nhóm có thể trở nên gay gắt đến mức động vật không còn được hưởng lợi ích khi sống theo nhóm.
Bệnh tật và ký sinh trùng sẽ dễ lây lan hơn trong đàn. Vì động vật theo nhóm ở gần nhau và thường xuyên tiếp xúc với nhau, các bệnh truyền nhiễm và ký sinh trùng lây lan giữa chúng dễ dàng hơn nhiều so với động vật sống đơn độc. Các nghiên cứu đã chỉ ra mối quan hệ tích cực giữa quy mô đàn và cường độ nhiễm trùng, nhưng mức độ mở rộng mà đôi khi sự giảm mạnh về thể lực, thể chất, sức sống sẽ ảnh hưởng đến quy mô và cấu trúc nhóm vẫn chưa rõ ràng. Tuy nhiên, một số loài động vật đã tìm thấy cơ chế chống lại như hành vi chải lông và bắt rận cho nhau ở động vật xã hội. Động vật sống theo nhóm trong đàn lớn có nhiều khả năng tìm thấy bạn tình hơn những động vật sống đơn độc và cũng có thể so sánh các đối tác tiềm năng để tối ưu hóa chất lượng di truyền cho con cái của chúng.

## Chăn thả

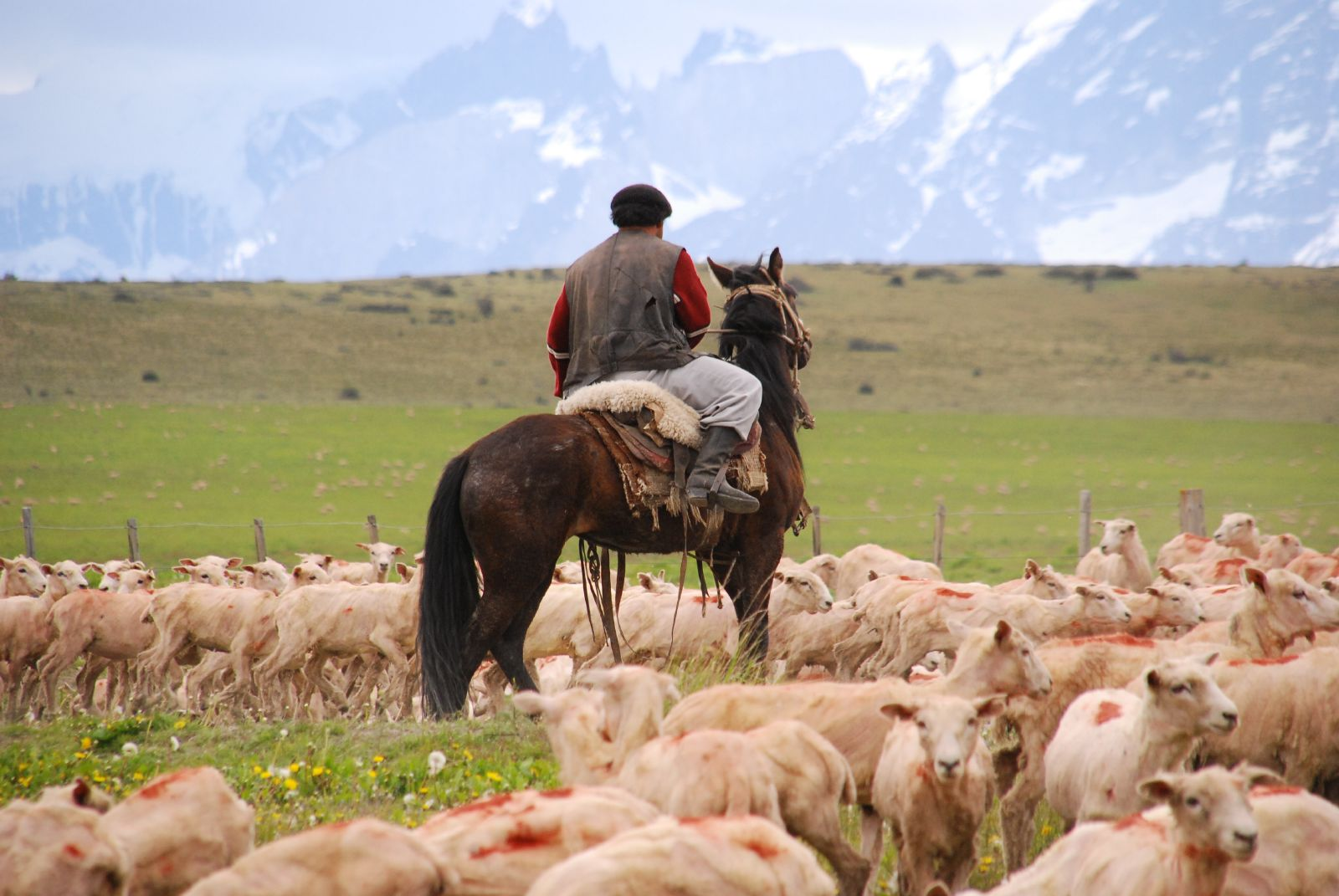
Chăn cừu

Chăn thả hay chăn dắt (Herding) là hành động tập hợp các cá thể động vật lại với nhau thành một nhóm (bầy đàn), duy trì nhóm và di chuyển nhóm từ nơi này sang nơi khác, hoặc bất kỳ sự kết hợp nào của chúng. Việc chăn thả gia súc có thể đề cập đến quá trình động vật hình thành bầy đàn trong tự nhiên hoặc sự can thiệp của con người tạo thành bầy đàn vì một số mục đích, hầu hết các cá thể tham gia vào quá trình này gọi nó là tập hợp. Chăn thả được sử dụng trong nông nghiệp để quản lý động vật đã được thuần hóa.
Việc chăn thả gia súc có thể được thực hiện bởi người hoặc động vật được huấn luyện như chó chăn gia súc điều khiển sự di chuyển của gia súc dưới sự chỉ đạo của con người. Những đàn vật nuôi trong nhà được con người tập hợp lại để thuận lợi trong trong việc chăn nuôi, chăn dắt và kiểm soát chúng. Hành vi của chúng có thể hoàn toàn khác với các đàn hoang dã cùng loài hoặc có liên quan, vì cả thành phần của chúng (về sự phân bố tuổi và giới tính trong đàn) và lịch sử của chúng (về thời gian và cách thức các cá thể tham gia đàn) có thể rất khác nhau.

## Hình ảnh

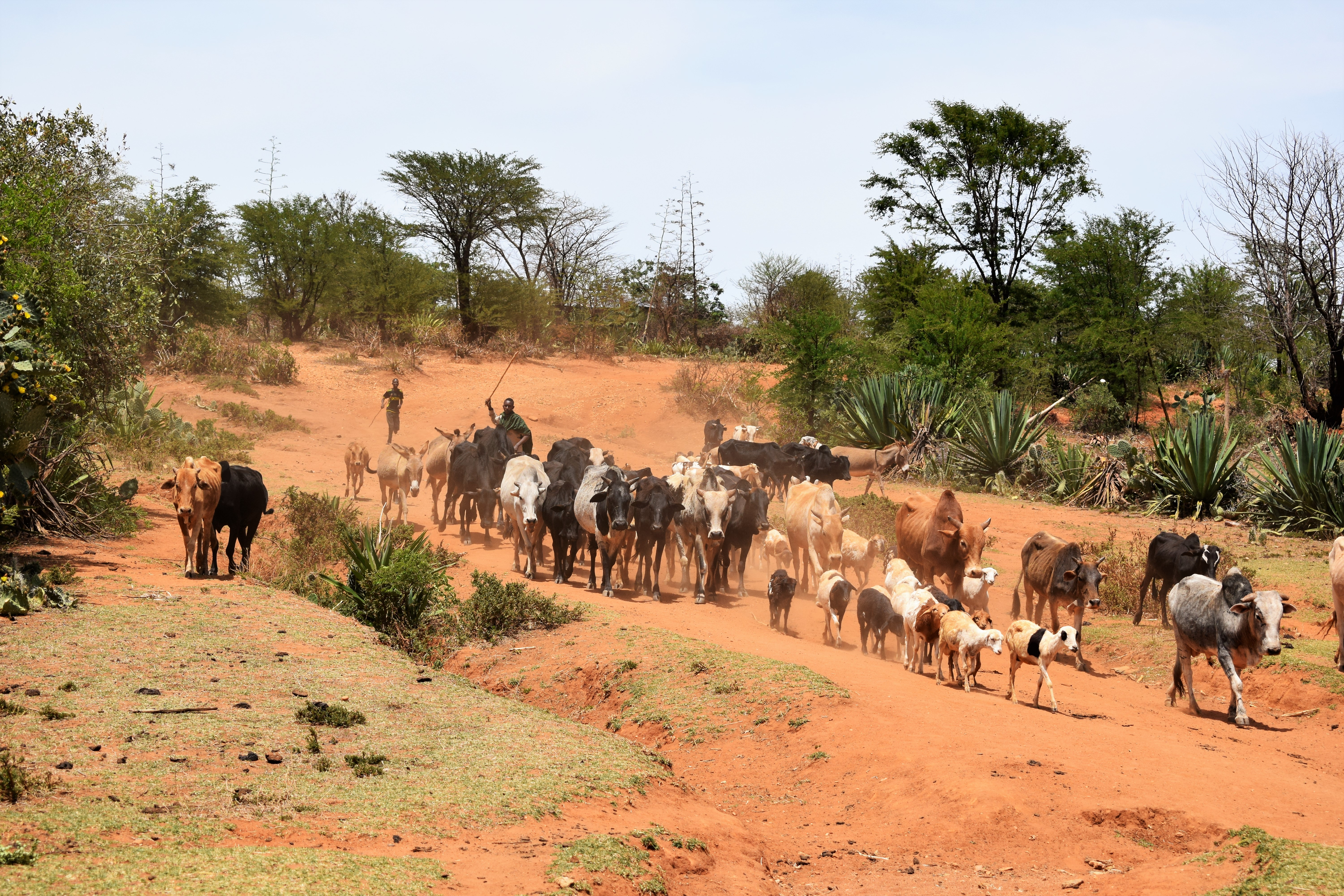
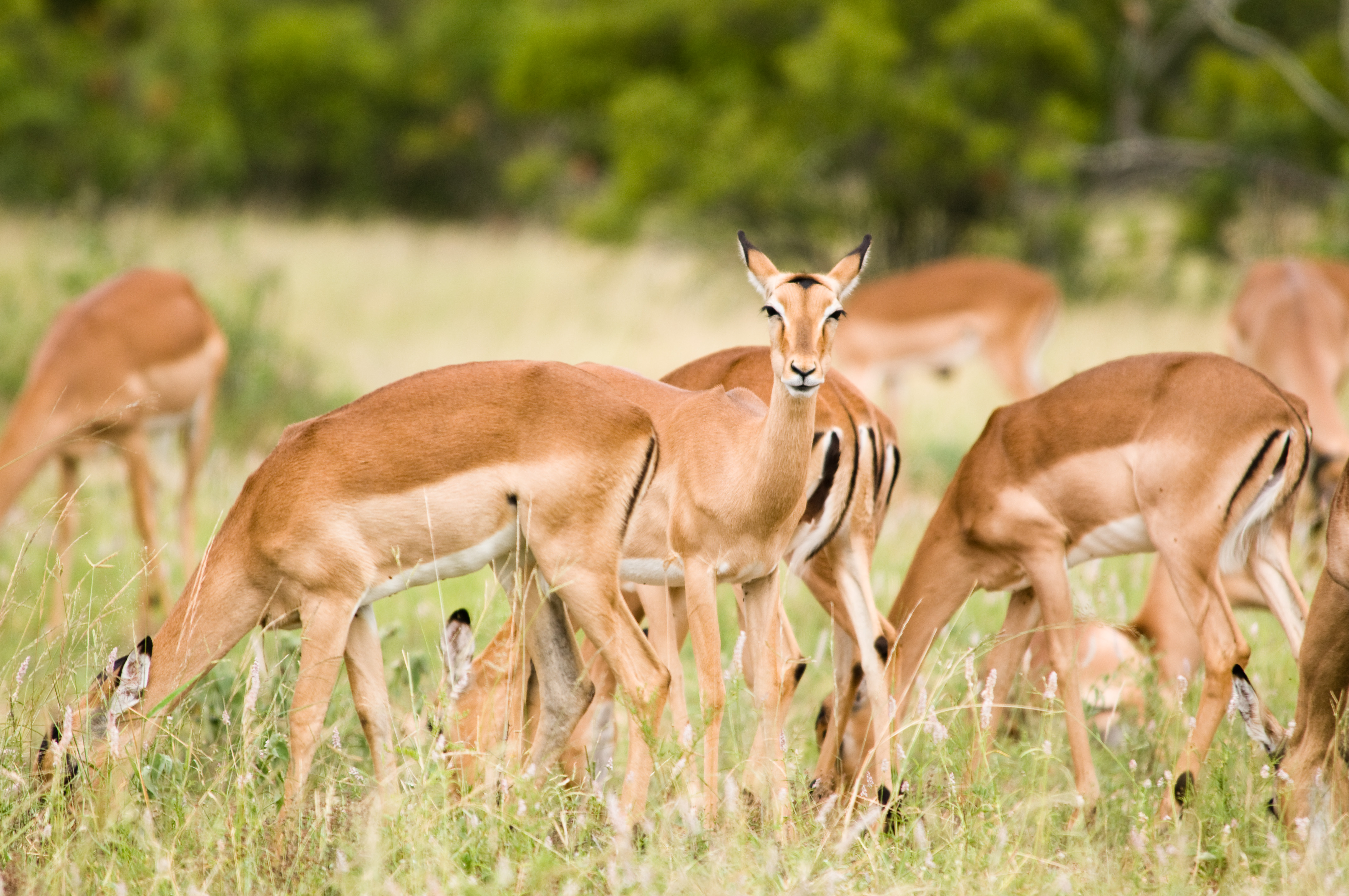
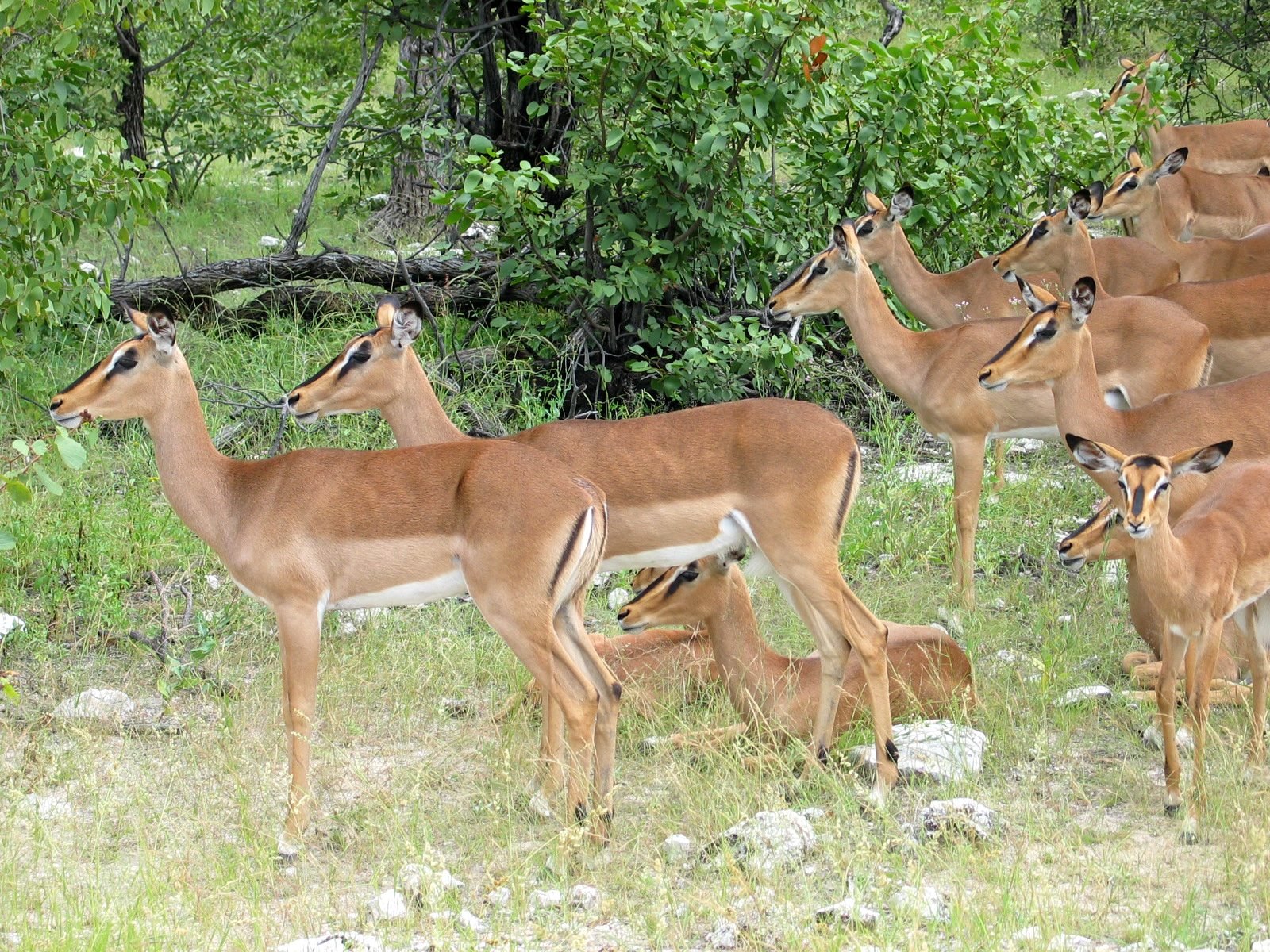
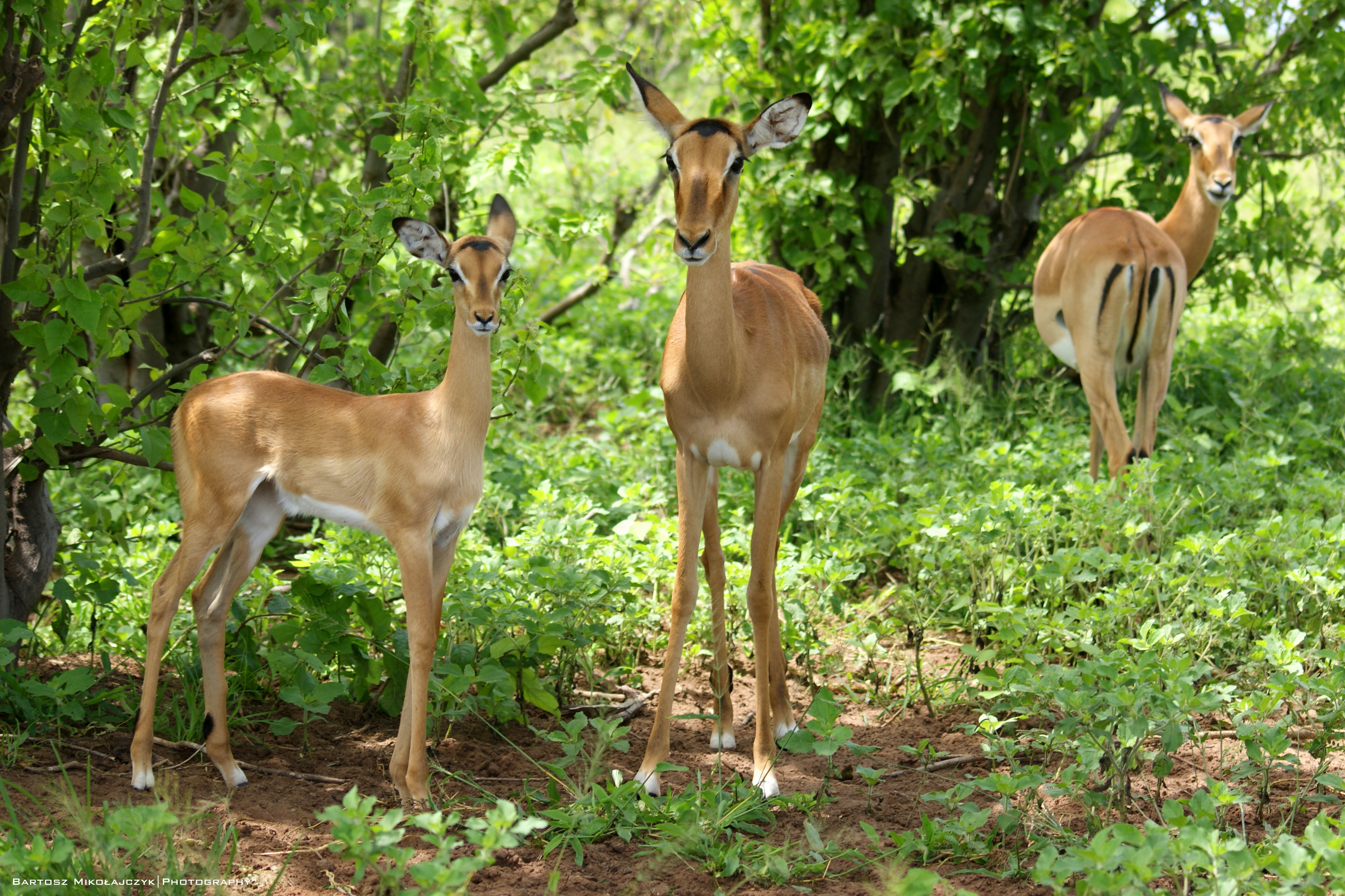
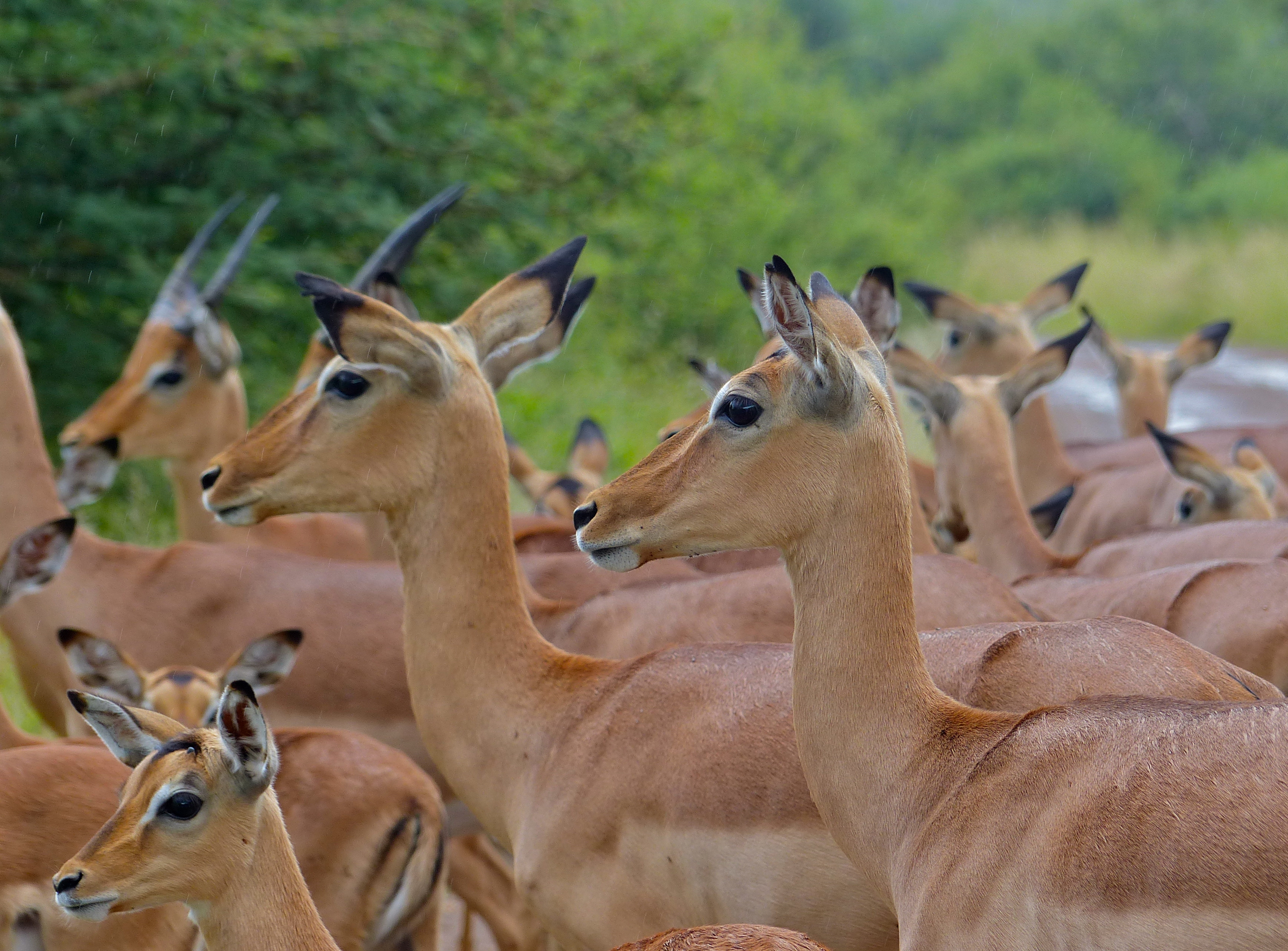
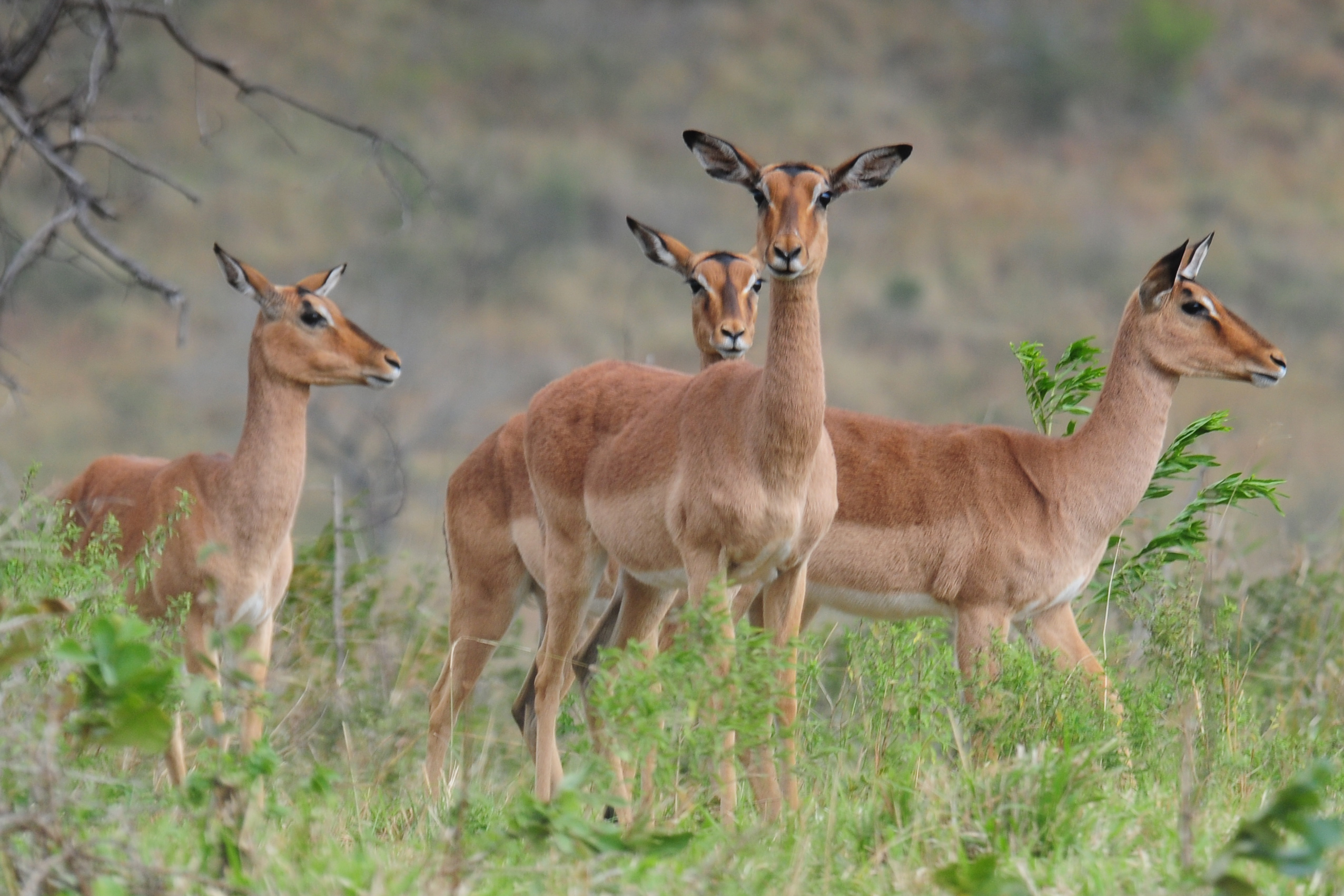
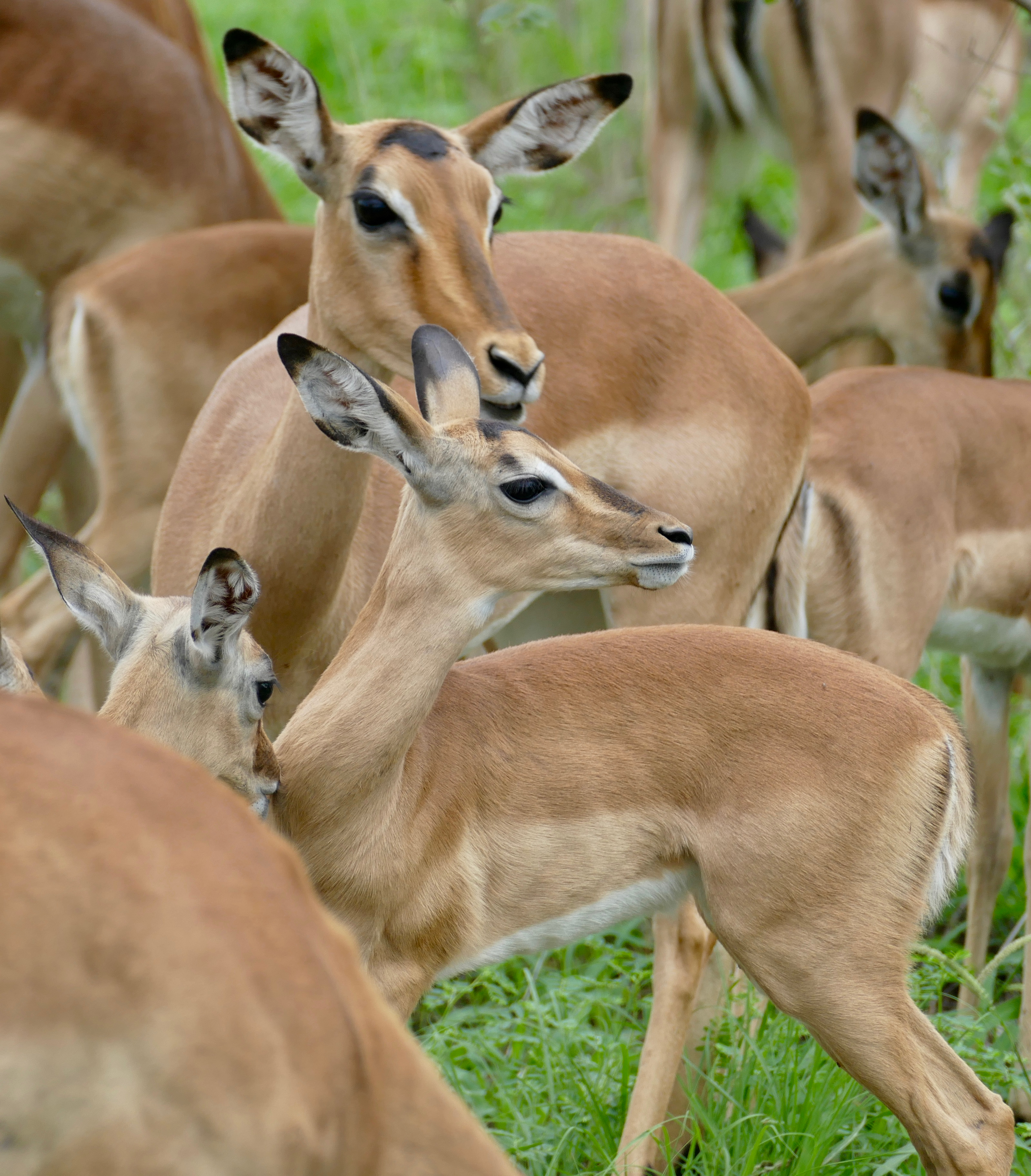
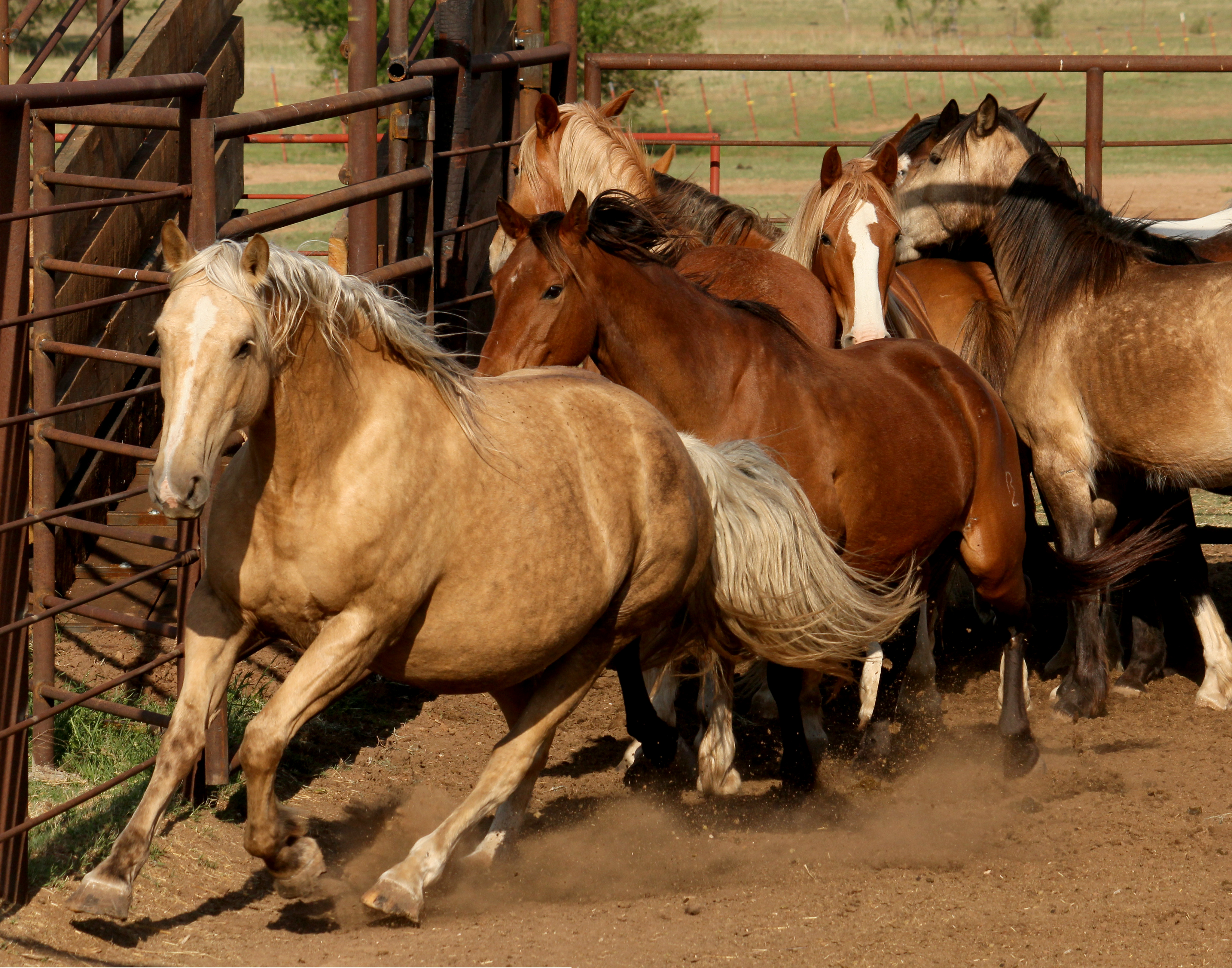
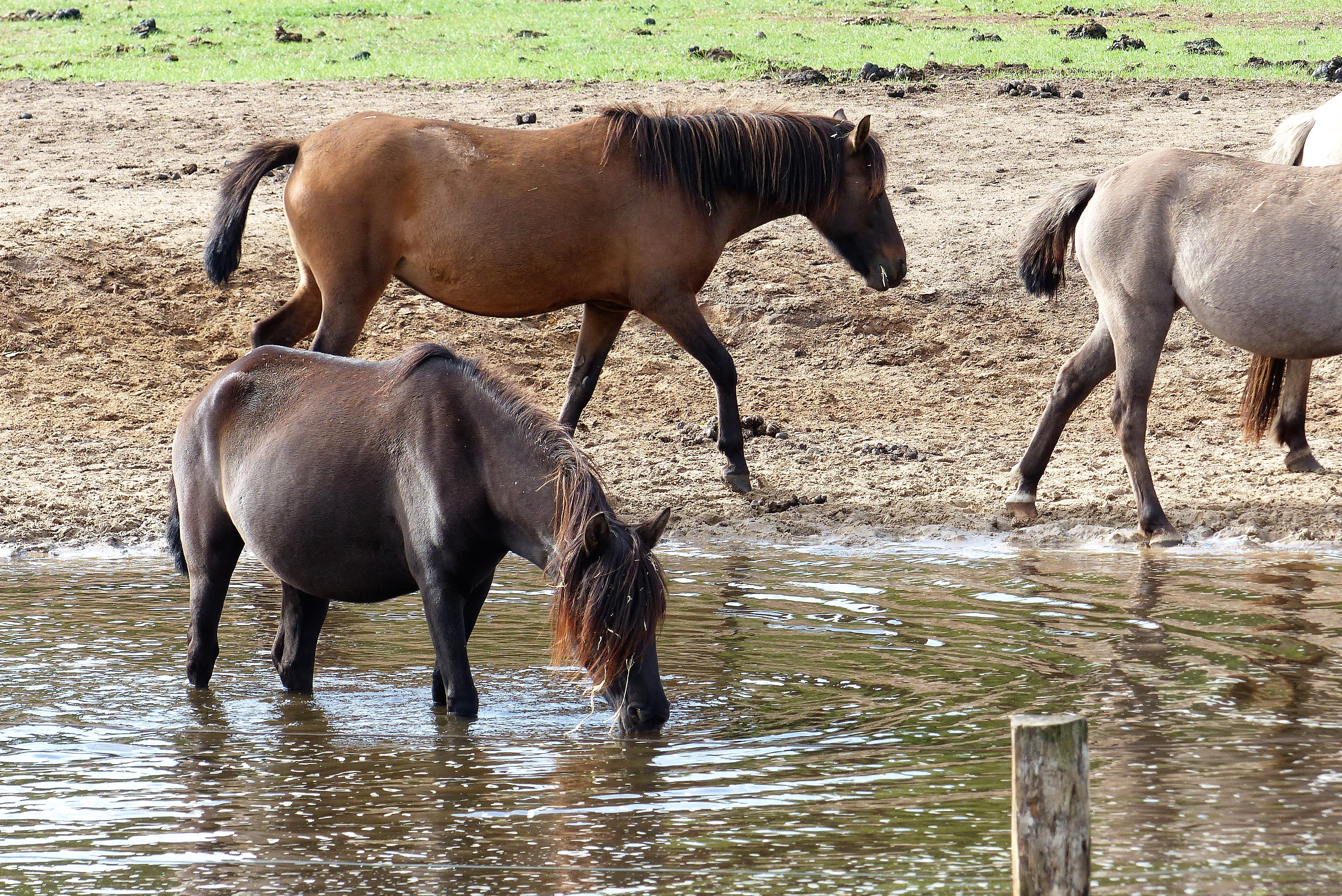
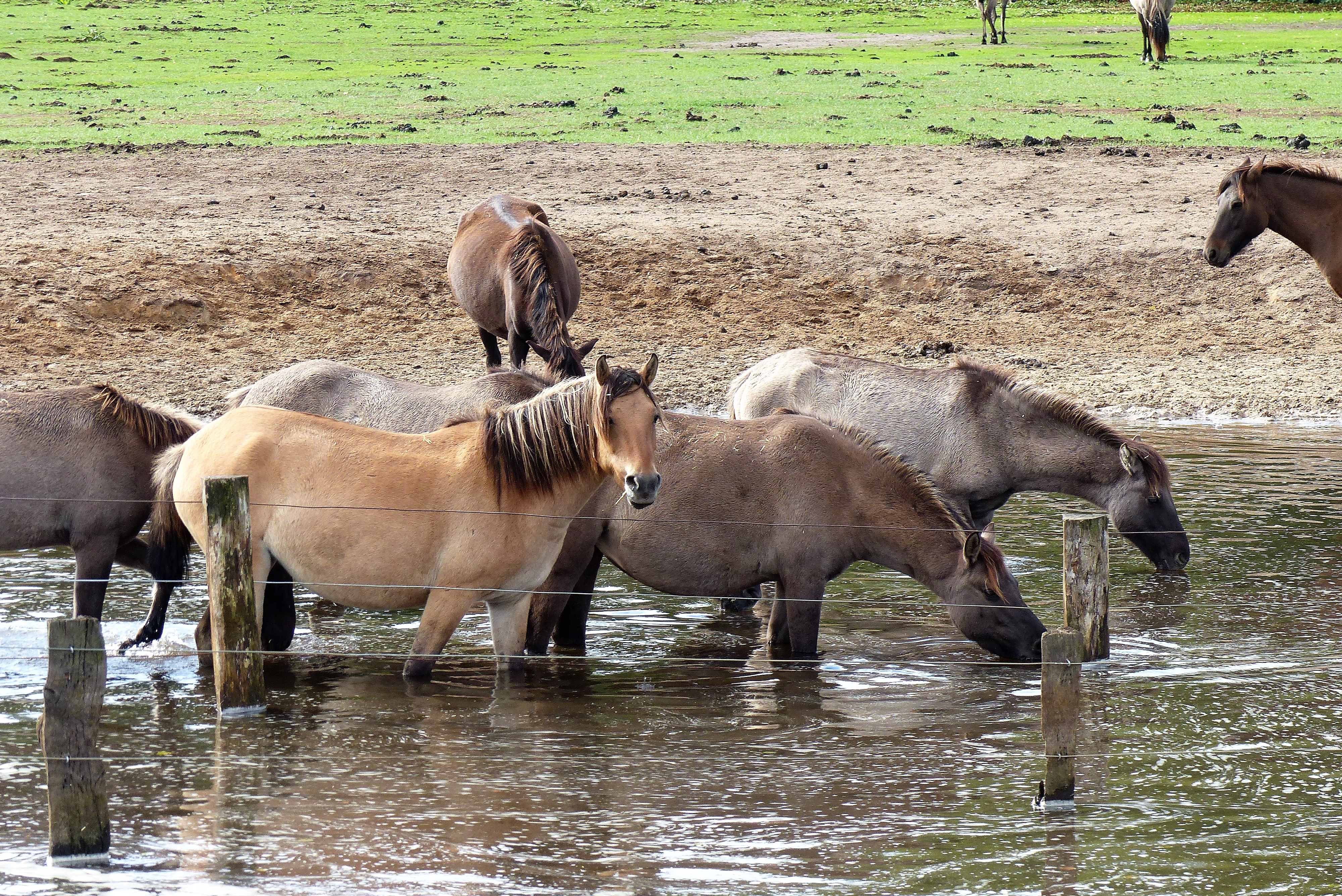
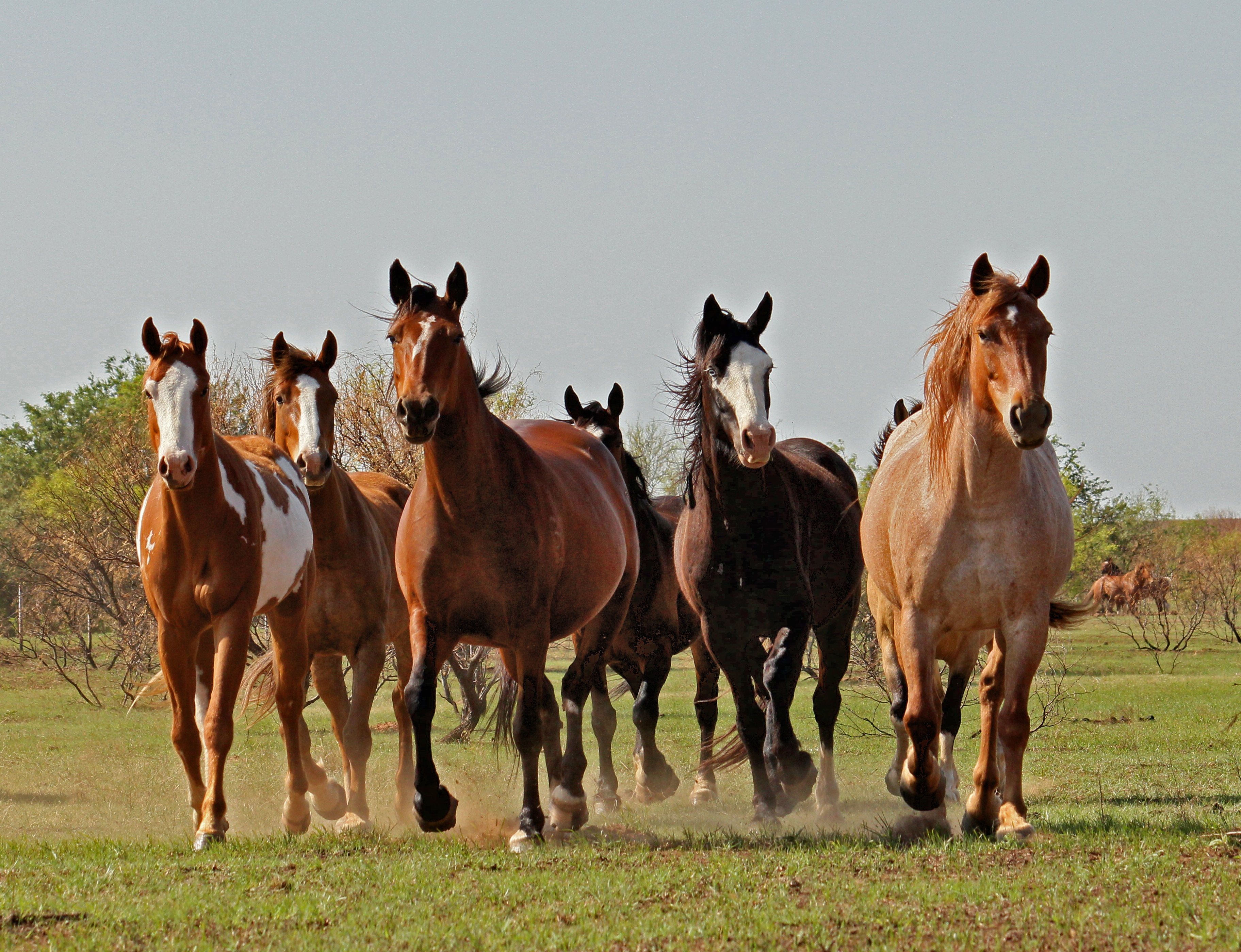
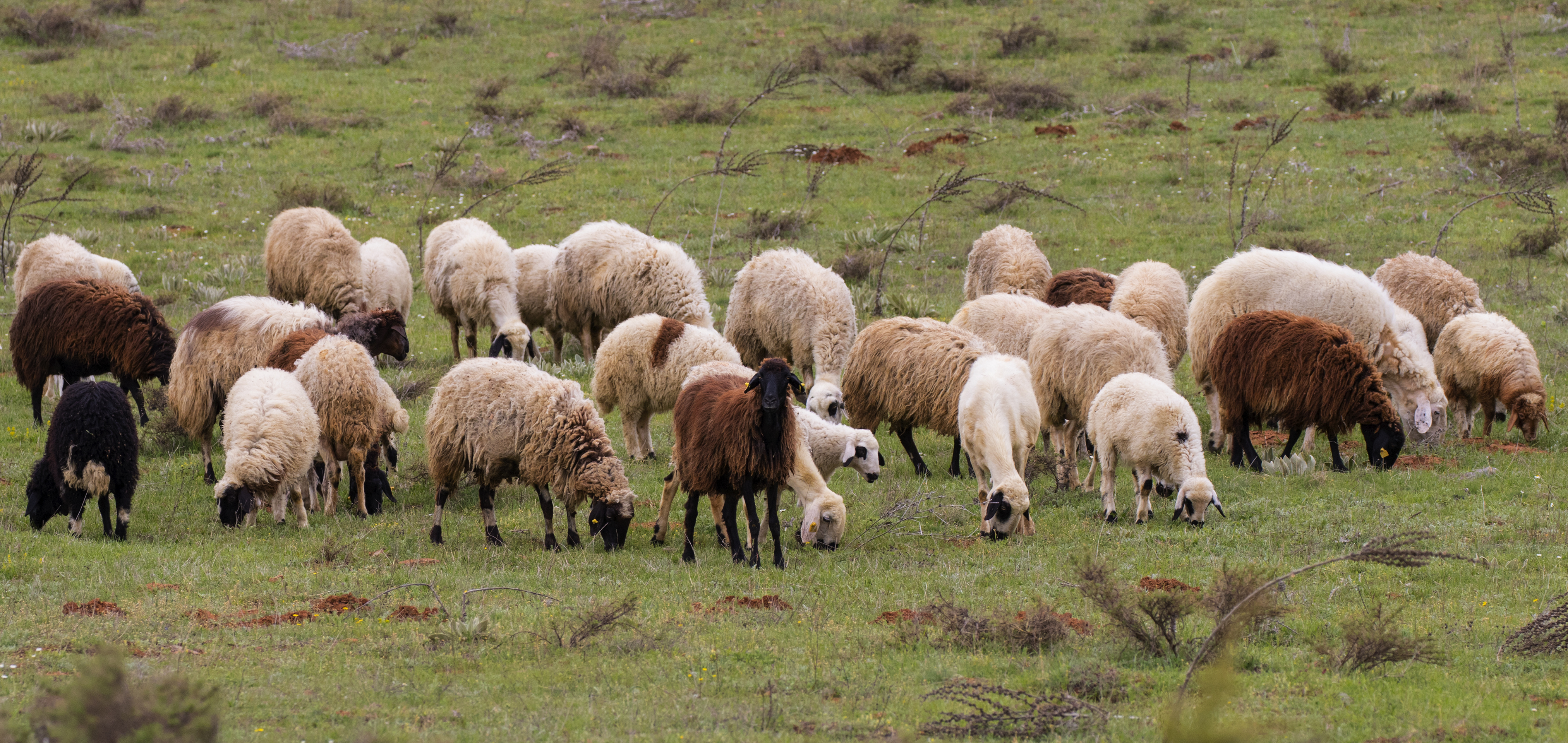
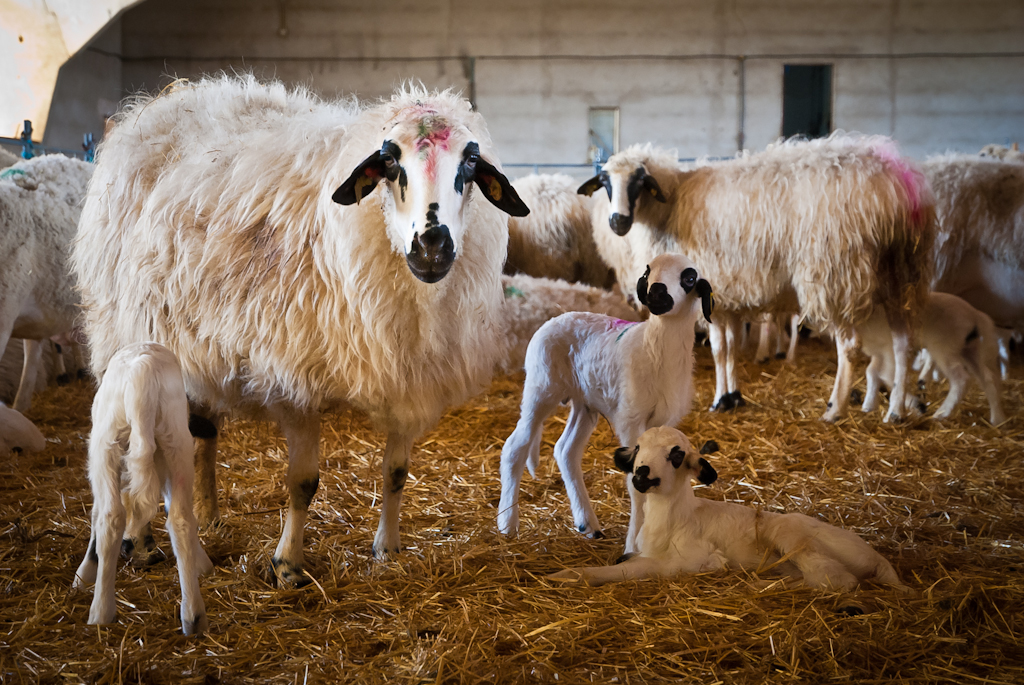
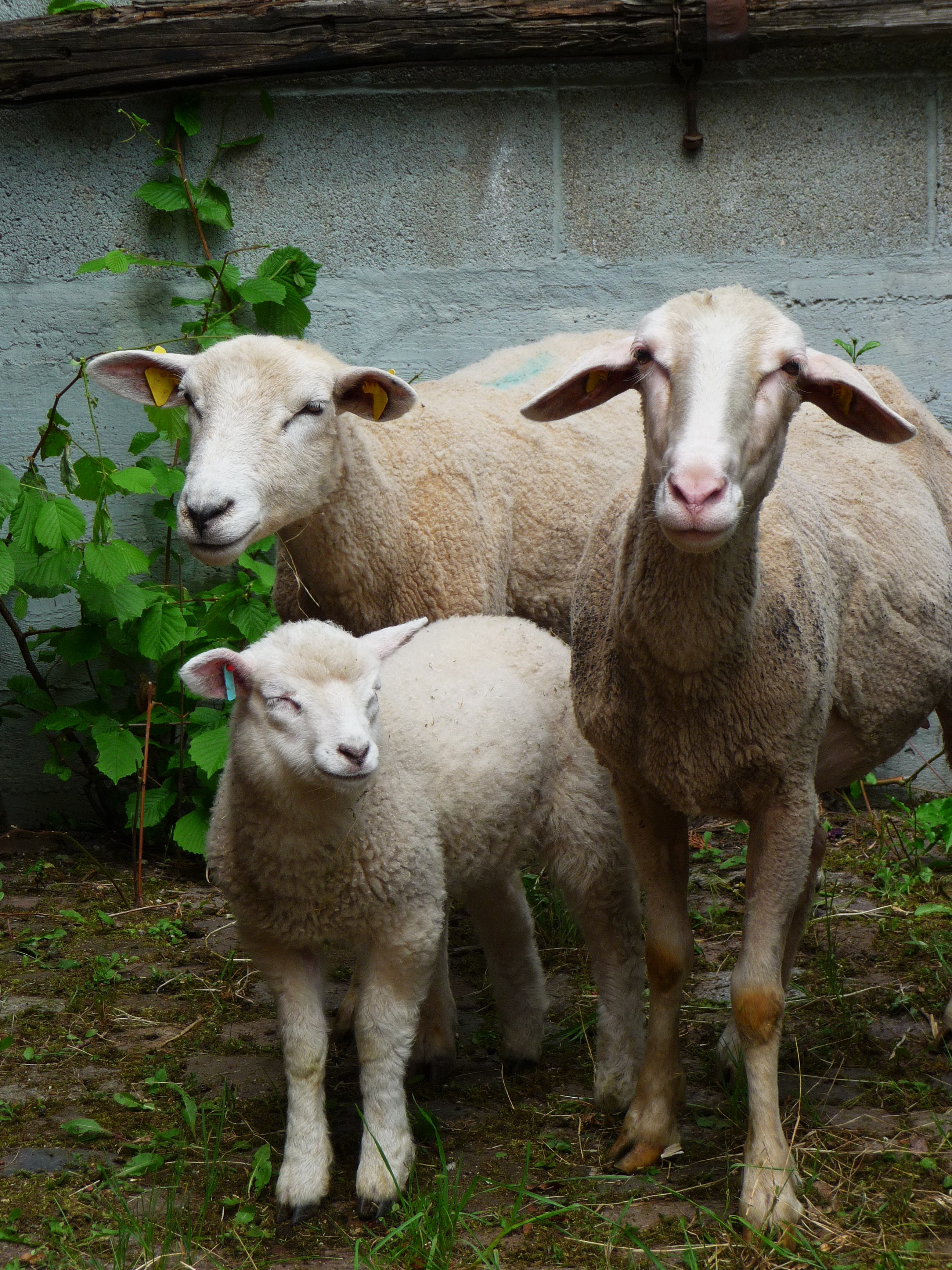
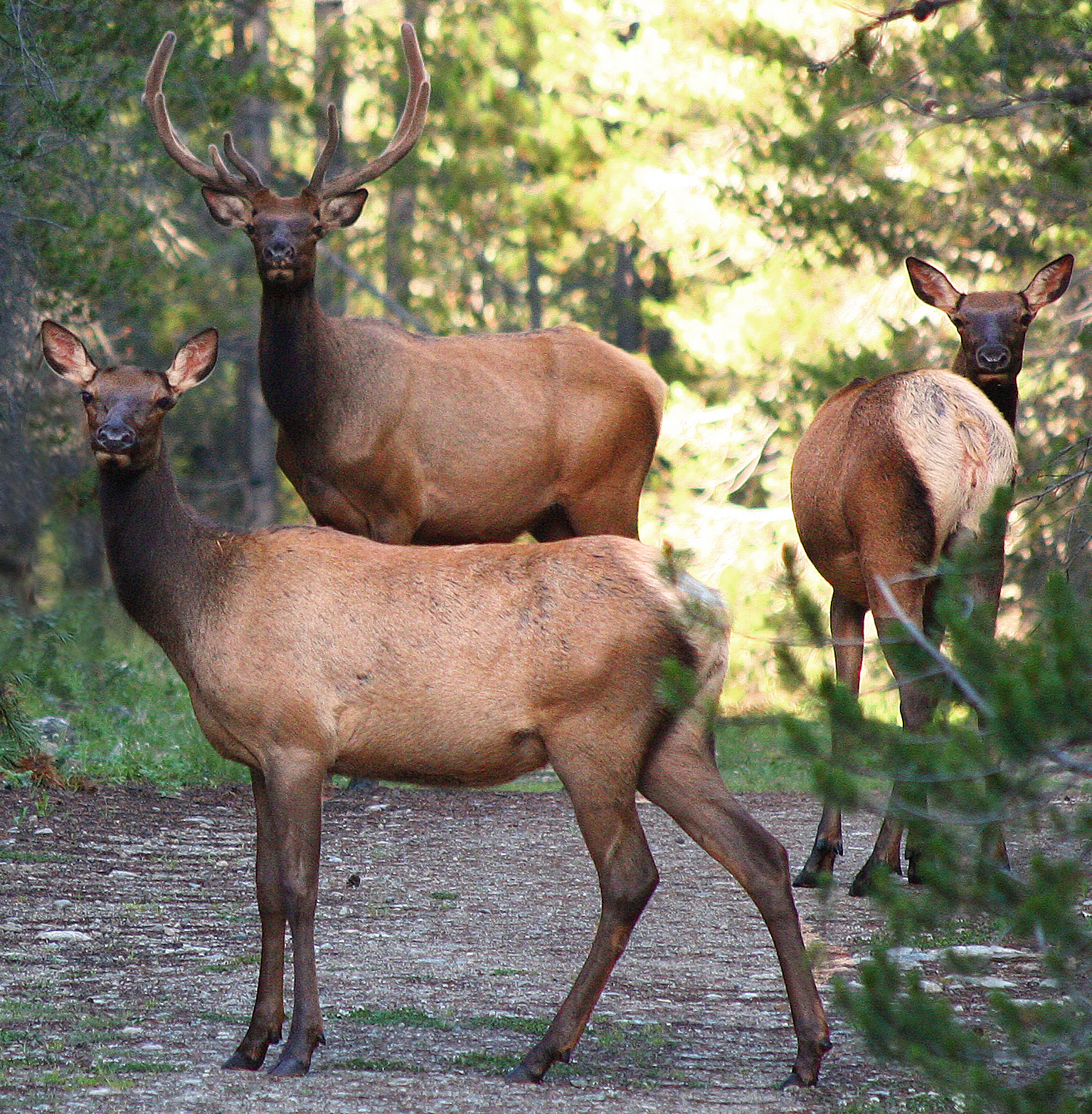
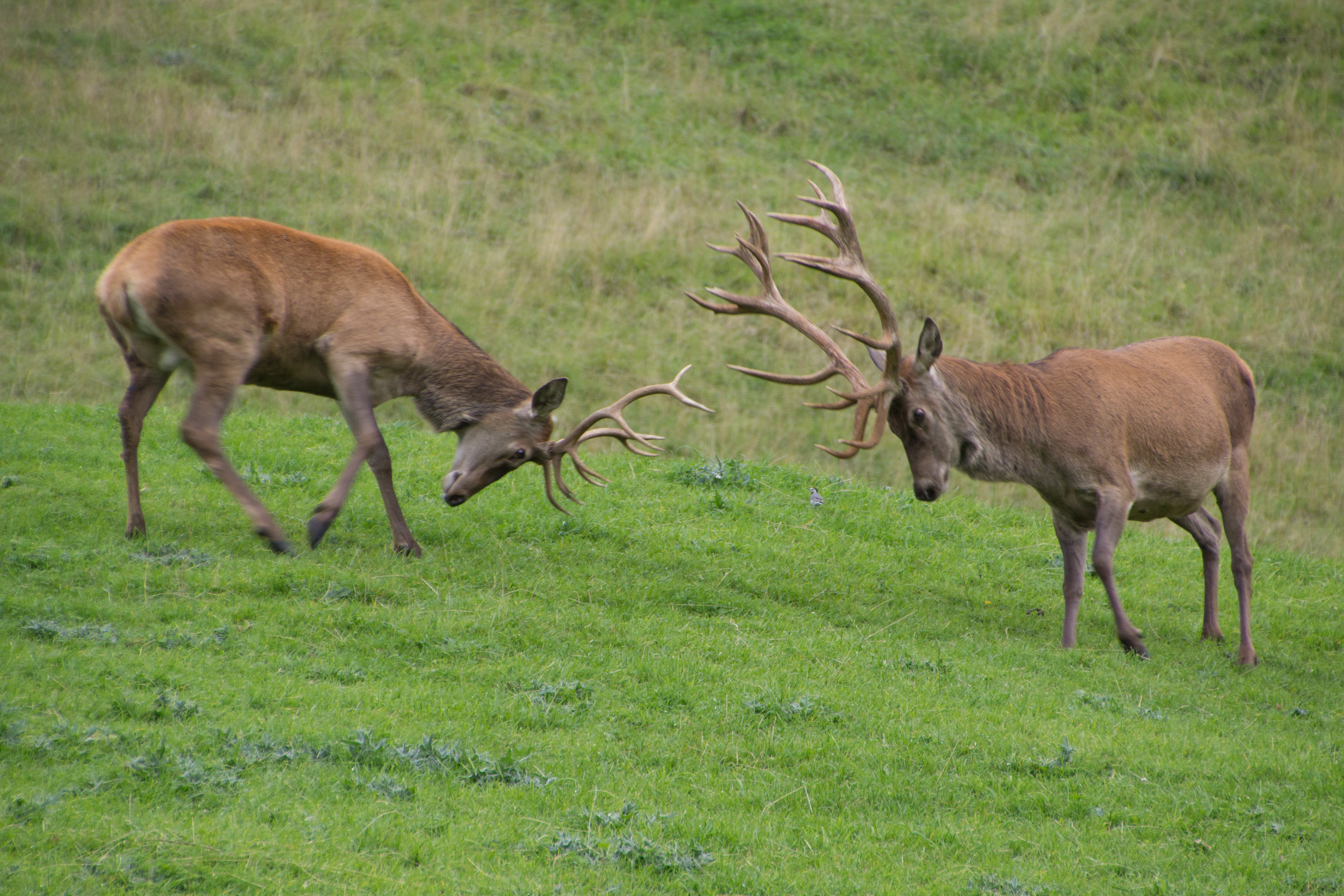
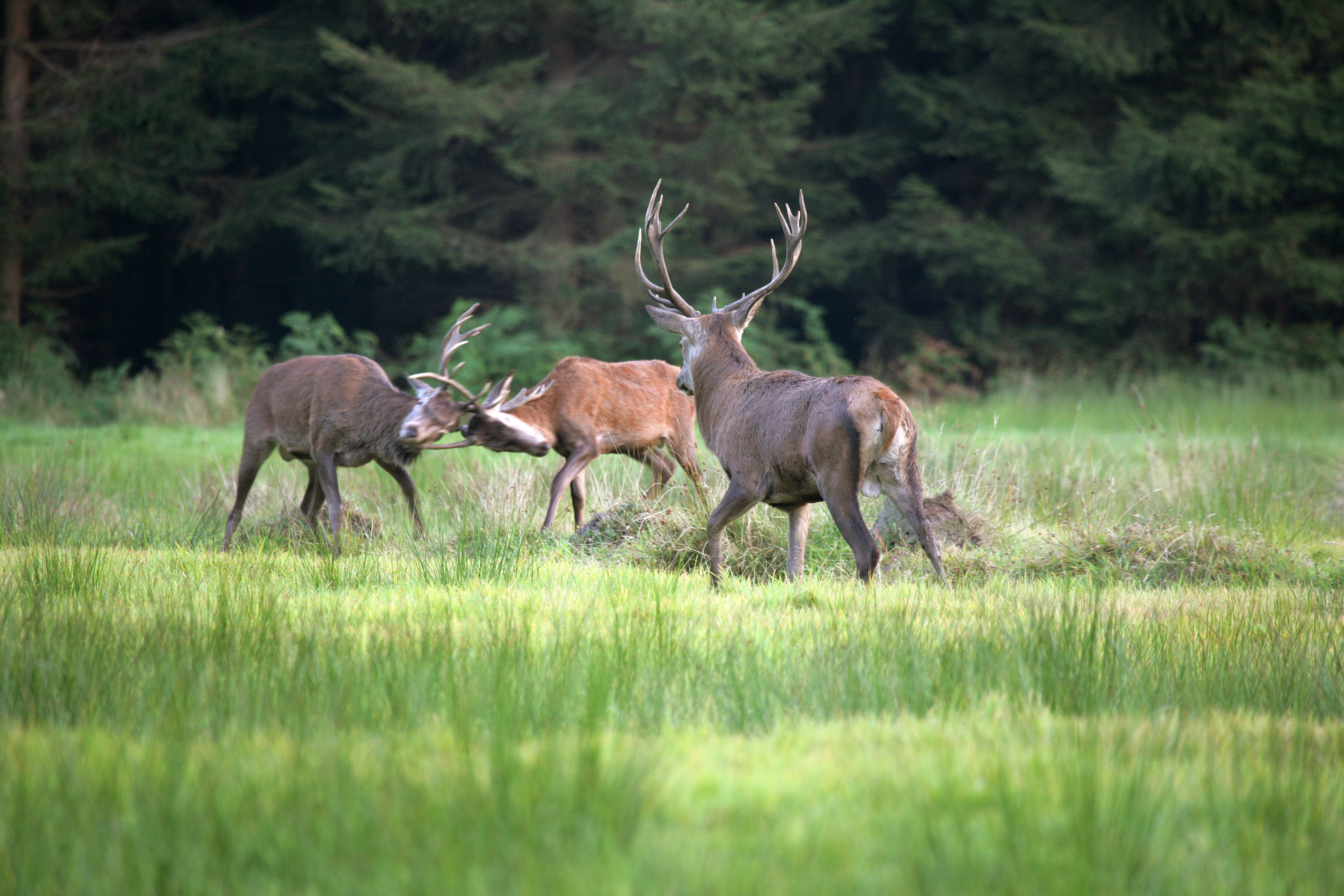
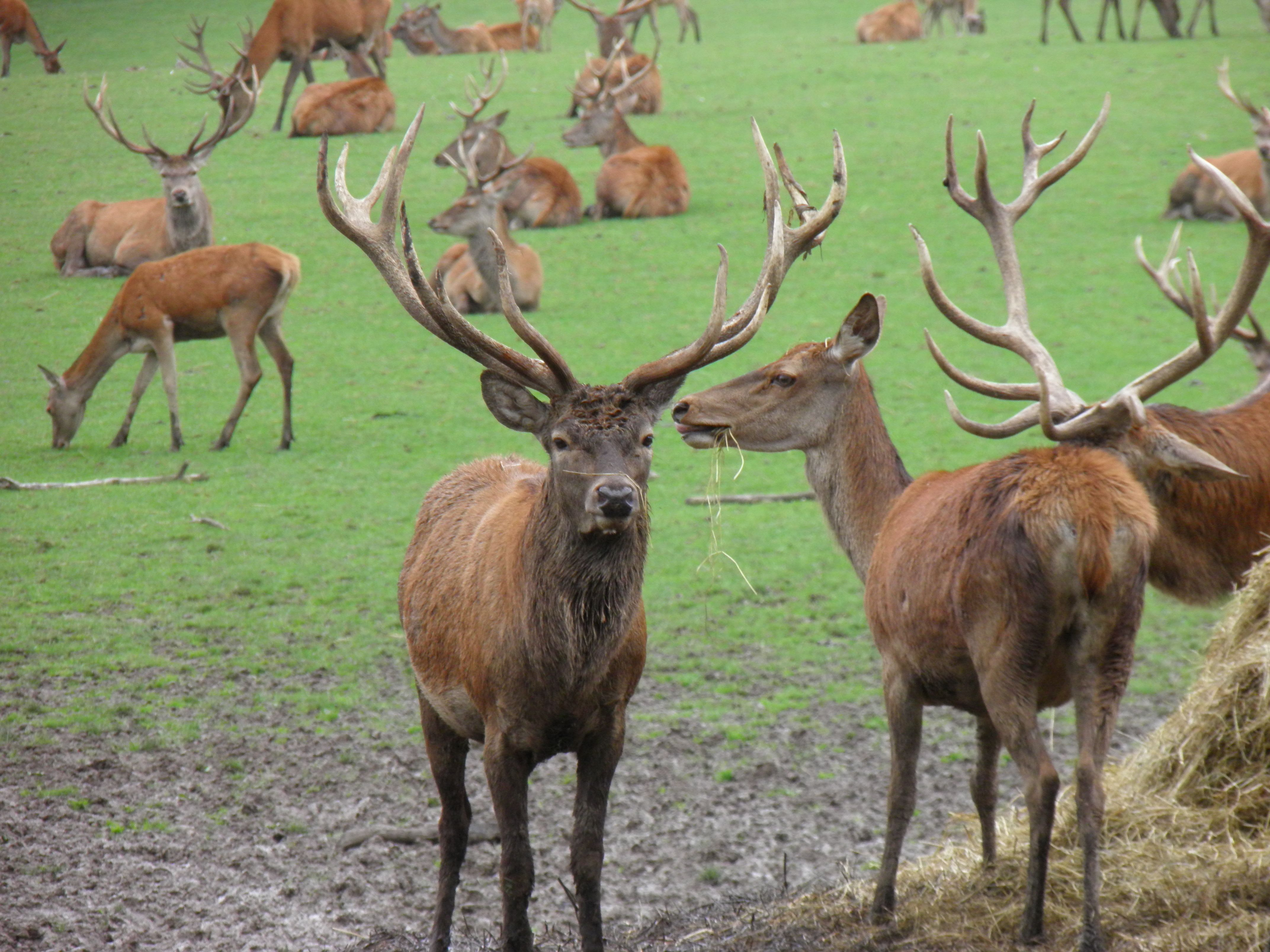
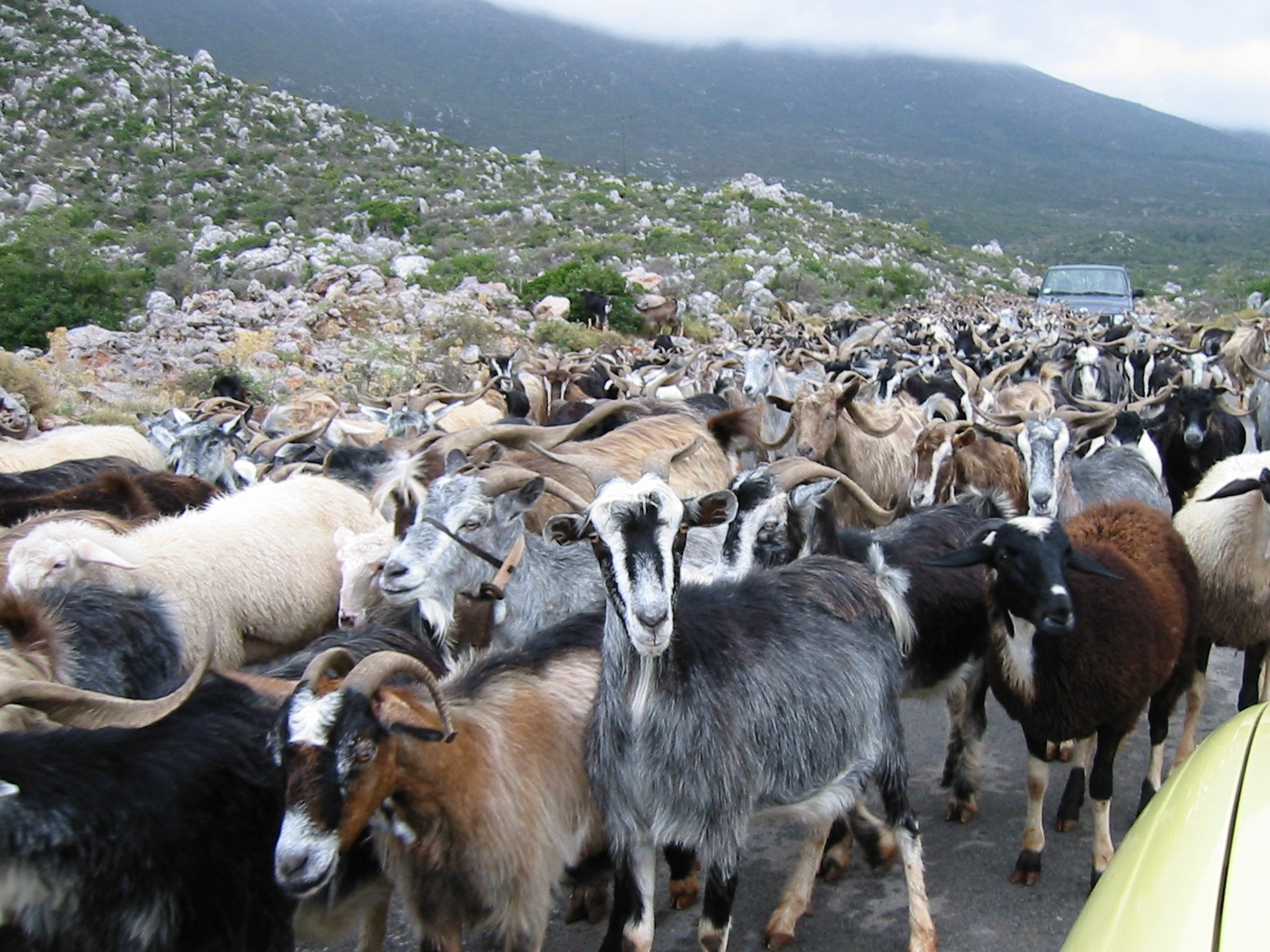
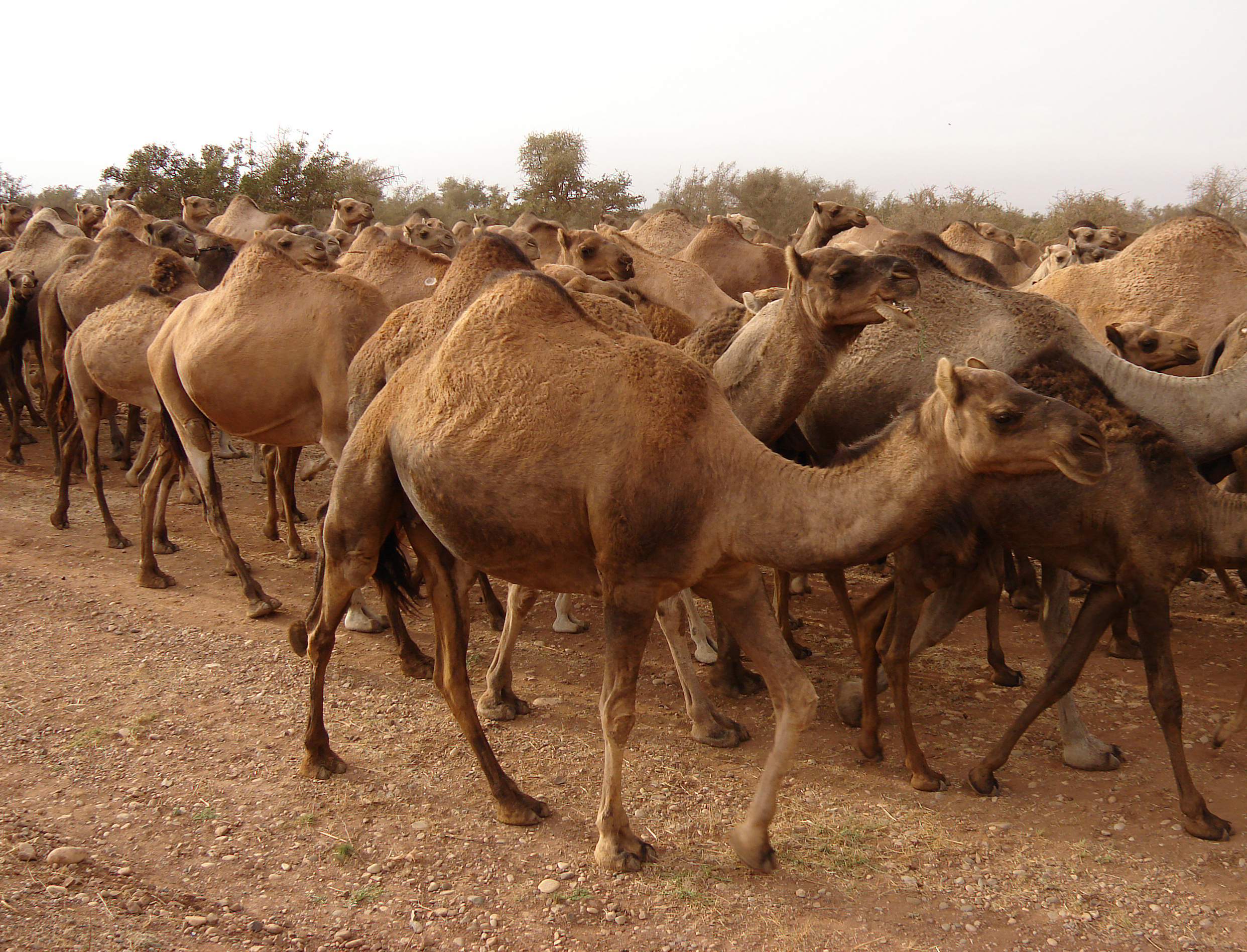
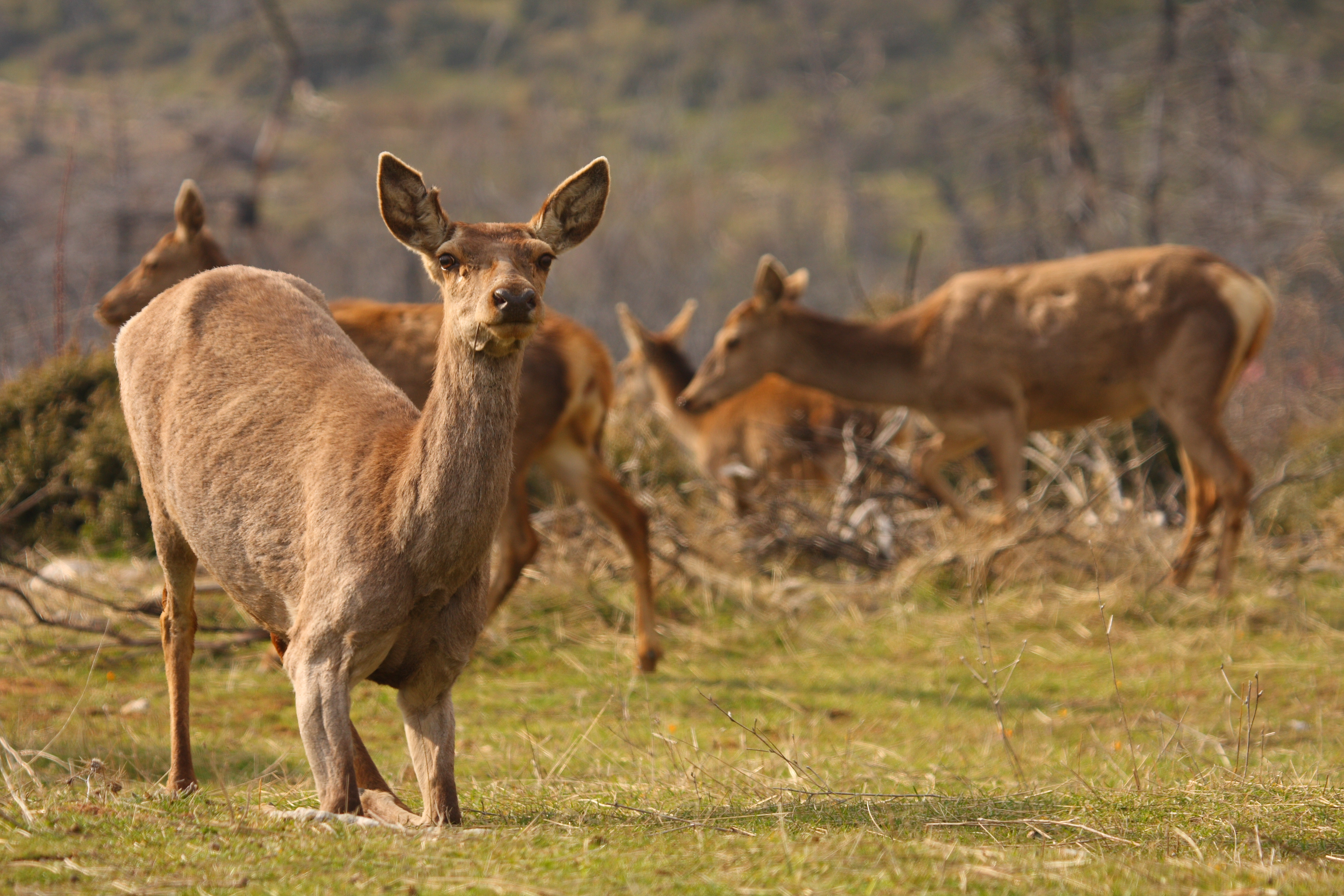
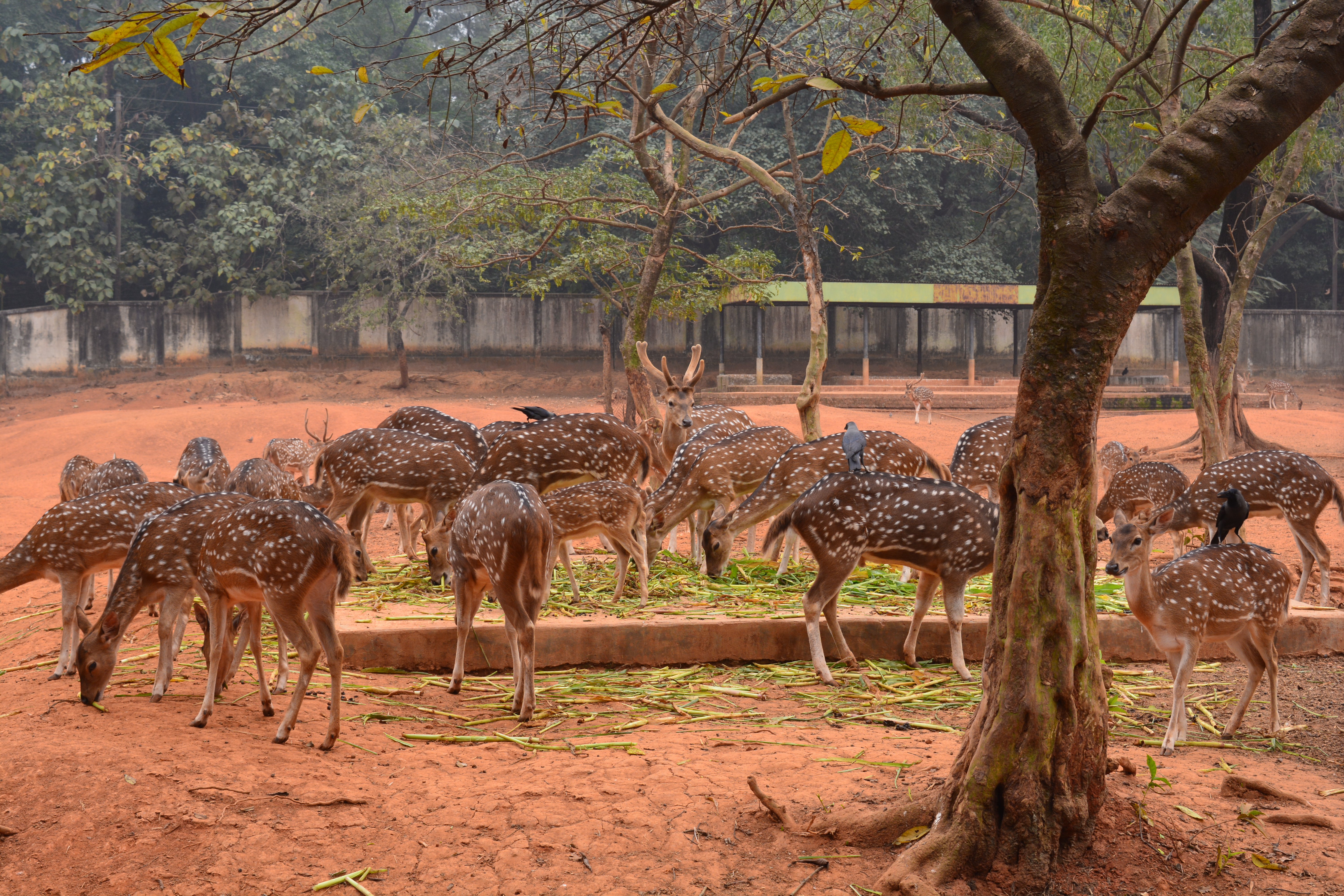
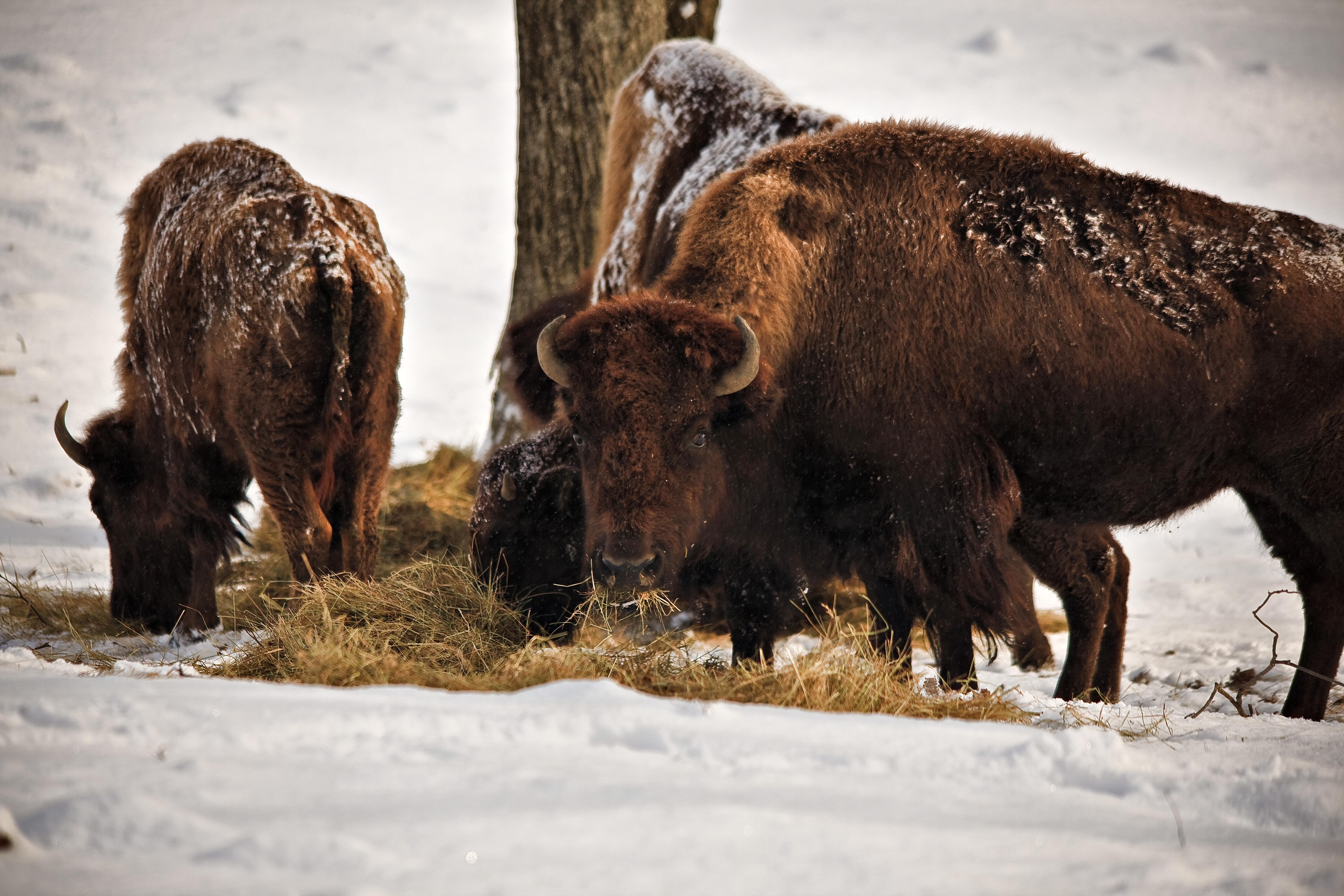
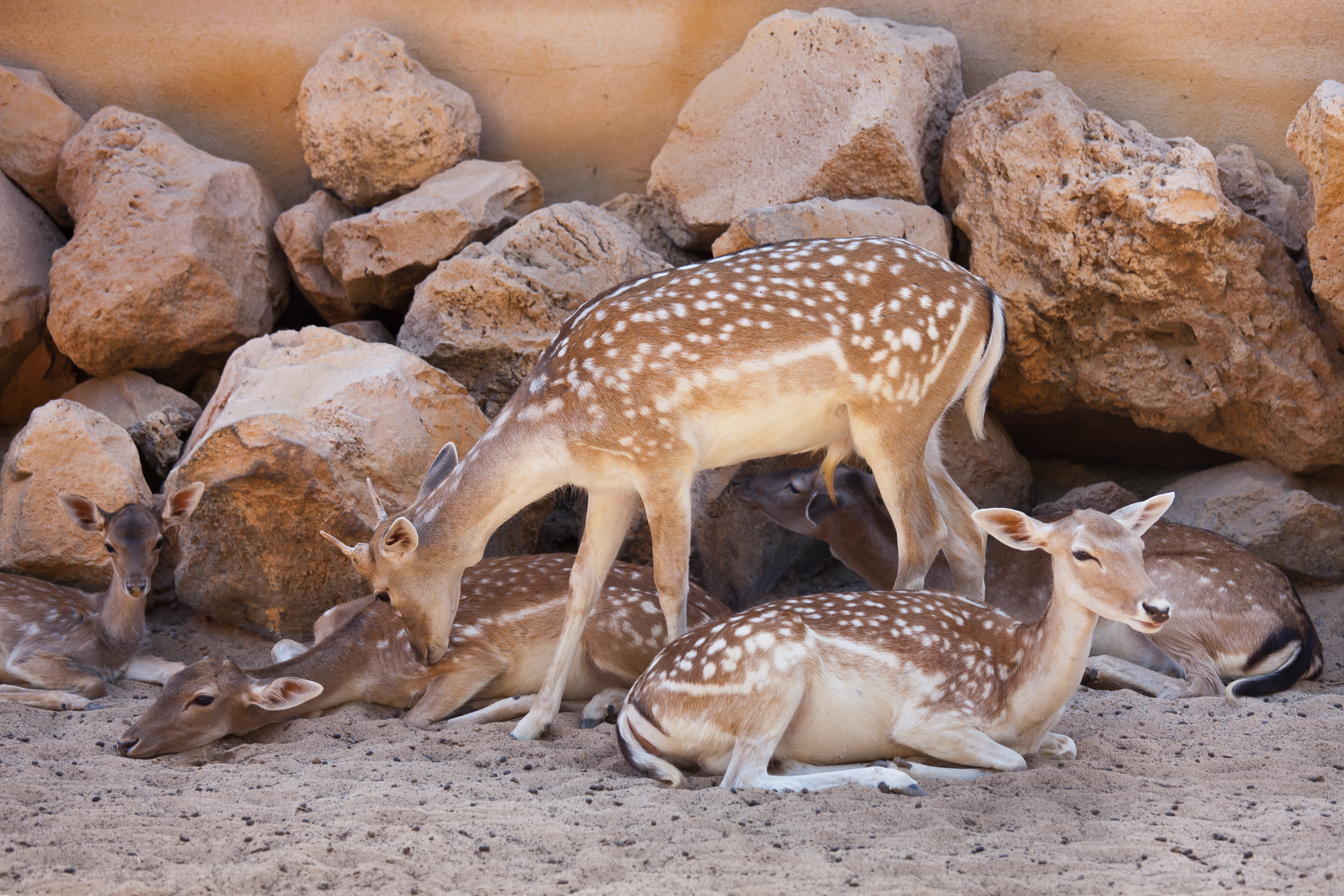
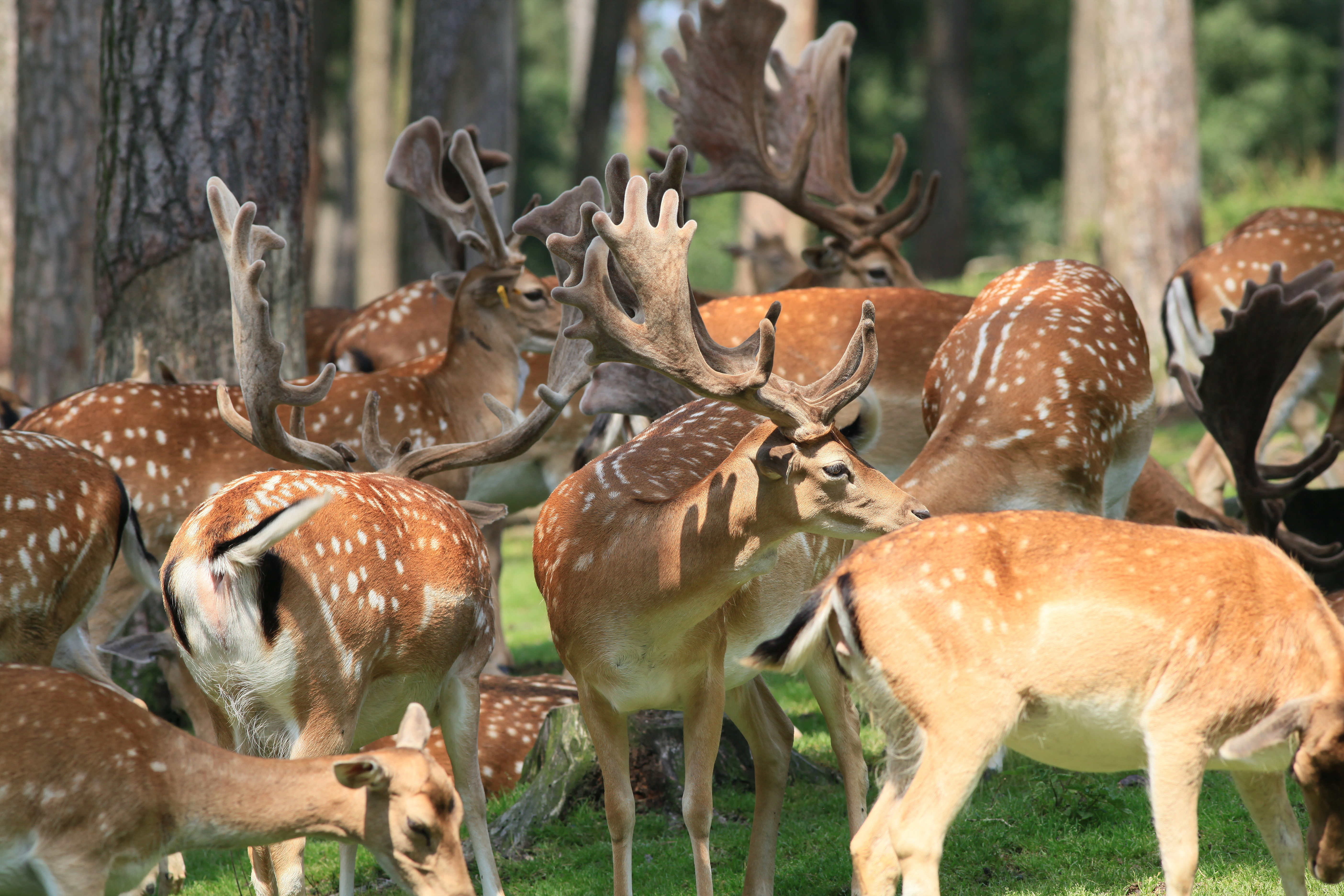
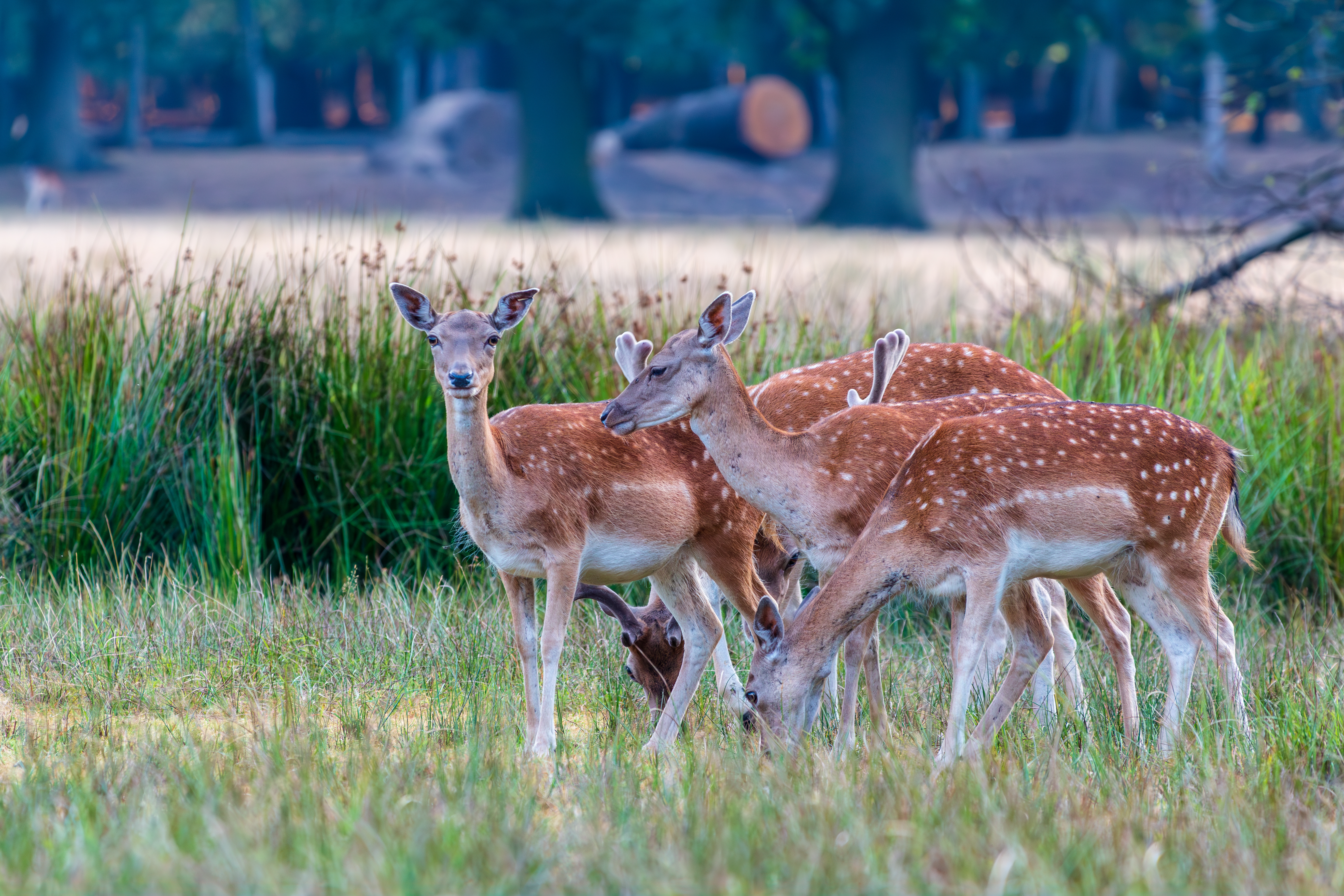